# Wapenzalf
Wapenzalf was een zalf waarvan werd verondersteld dat het op afstand wonden kon genezen, door niet de wonde, maar het wapen ermee te behandelen.
Het werd voor het eerst geïntroduceerd in het pseudo-paracelsiaanse boek Archidoxis Magica, gepubliceerd in 1591. Het was een product van de paracelsiaanse holistische filosofie: volgens de schrijver was dit mogelijk, omdat het bloed op het wapen en het bloed van de wonde met elkaar sympathiseerden, en samenwerkten om een vroegere toestand te herstellen. Bovendien zou deze zalf effectief zijn bij de behandeling van kiespijn of andere delen van het menselijk lichaam, evenals voor verwondingen van paarden. In de jaren 1630 verloor de zalf aan populariteit.
Tot de voorstanders behoorden Robert Fludd, Jan Baptista van Helmont en Sir Kenelm Digby (1603-1665), terwijl William Foster en Daniel Sennert (1572-1637) de voornaamste tegenstanders waren.

## Holistische filosofie
Paracelsus poneerde dat de macrokosmos (de sterren, het heelal) en de microkosmos uit elkaar zijn ontstaan en dat er dus een verbinding, een sympathie, bestaat tussen alle wezen en alle objecten.
Deze sympathieke magie had veel volgers en veel (al dan niet) effectieve medicamenten in de 17de eeuw. Twee van deze medicamenten zijn wapenzalf en poeder van sympathie.

## Wapenzalf
Variaties van wapenzalf vinden we reeds terug in mythologische verhalen over de Trojaanse Oorlog: Telephus (zoon van Hercules) was gekwetst geraakt door Achilles' speer; de wonde kon alleen genezen worden door roest van de speer op de wonde aan te brengen. Plinius de oude vermeldt genezingen op afstand in zijn Naturalis Historia, maar spreekt nog niet van wapenzalf.
De allereerste vermelding van een zalf met een afstandswerking, vinden we terug in Girolamo Cardano's De venenis (II,4,73) uit 1553. In 1570 verschijnt een Duitse vertaling van Medicina coelestis van Paracelsus door Gerard Dorn, maar deze blijft onopgemerkt. Rond 1590 vermeldt Huser het in de marge van zijn encyclopedie over de werken van Paracelsus (Archidoxis magica), omdat het niet zeker is dat het van Paracelsus afkomstig is. Deze versie met de ingrediënten en de manier waarop de zalf moet worden bereid, vindt grote weerklank.
Giovanni Battista Della Porta gaf een korte beschrijving in zijn boek Magiae Naturalis libri XX in 1589. In 1609 verscheen het in Oswald Crolls boek Basilica Chymica, waarin hij het gebruik ervan stimuleerde. Beide boeken werden veelvuldig vertaald, en het concept van Paracelsus verspreidde zich zo over het gans Europa. Terwijl Della Porta dicht bij het recept van Paracelsus bleef, voegde Croll verscheidene ingrediënten toe én stipuleerde hij dat het schedelmos enkel bij wassende maan mocht worden geoogst.

### Receptuur
Men neme:
- mos dat groeit op een schedel of een bot van een dood lichaam dat in de lucht heeft gelegen
- mensenvet
- mumia (een bitumineuze medicijn uit Perzië)
- mensenbloed (van het toekomstig slachtoffer)
- lijnzaadolie
- rozenolie en
- bolus armenicus (Armeense klei)

en voert de volgende handelingen uit:
- sla ze in een mortier tot een gladde substantie
- bewaar het dan in een doos

### Behandeling
Nadat er iemand gewond is raakt, moet men:
- een houten stok in het bloed van de wonde steken
- na het drogen van het bloed, het insmeren met de zalf, en het een tijdje laten staan
- daarna verbindt men de wonde met een nieuwe linnen doek
- elke ochtend wordt de wonde uitgewassen met urine van de patiënt

Hierna zal het pijnloos genezen omdat het bloed op het wapen - en de wonde die het veroorzaakte - dezelfde zijn, sympathiseren ze met elkaar, gaan samenwerken en ervoor zorgen dat de originele situatie wordt hersteld.
De auteur van deze tekst vertelt ons dat "je iedereen kunt genezen die gewond is, al is hij tien mijl van je vandaan, als je maar zijn bloed hebt."

### Voor- en tegenstanders
In 1594 argumenteert Andreas Libavius in zijn in Frankfurt uitgegeven boek Tractatus Duo Physici tegen de werking van de zalf. Hij vond de receptuur en de methode omslachtig: waarom zou men de zalf op een houten stok smeren en niet op de wonde zelf? Welk van de ingrediënten gaf dan deze afstandswerking? Hij vond geen verband tussen de toch wel vreemde ingrediënten en het genezen van de wonde. De remedie met de zalf was geen natuurlijke remedie, en daardoor was de vooropgestelde helende werking enkel mogelijk door de inmenging van een demon.
In 1608 publiceerde de geleerde humanist Rodolphus Goclenius een boek over wapenzalf (Oratio qua defenditur vulnus non applicato etiam remedio, citra ullum dolorem curari naturaliter posse). Een tweede en verbeterde versie zag het levenslicht in 1613 onder de titel Tractatus novus de magnetica vulnerum curatione, waarin hij zich een voorstander toonde van de wapenzalf en andere occulte gebruiken, met een nadruk op de verbondenheid tussen alles (aards en hemels); hij verklaarde de werking van de zalf met een soort hemels magnetisme. In de overgang van de 16e naar de 17e eeuw probeerde de katholieke kerk paal en perk te stellen aan de vele vormen van ketterij. In die context publiceerde de Luxemburgse theoloog en jezuïet Johannes Roberti (1569-1651) in 1616 een boek dat Goclenius beschuldigde van afgoderij, necromantie en godslastering. Bovendien formuleerde hij inconsistenties in de argumentatie van Glocenius. Hij vond dat Glocenius geen concrete argumentatie gaf over hoe de zalf nu precies werkte of kon werken. Volgens Roberti bleef Glocenius hangen in vage praatjes over hemelse stralen. Beiden geraakten in een jarenlange verbale discussie en publiceerde tussen 1616 en 1619 diverse boeken, zonder dat de standpunten dichter tot mekaar kwamen: de religieuze beschuldigingen van Roberti bleven de woordentwist beheersen. Al vroeg in de discussie mengde Jan Baptista van Helmont zich als jonge Brusselse fysicus in de discussie tegen Roberti. Op basis van een (moeizaam) gepubliceerd werk in 1621 werd Van Helmont in 1625 veroordeeld door de Inquisitie. Los van de zwaarbeladen religieuze context, hanteerde Van Helmont een eerder 'wetenschappelijke' manier van redeneren door diverse aspecten van magnetisme te vergelijken en er een gemeenschappelijke verklaring voor te zoeken.
Francis Bacon en John Locke zaten in het kamp van de voorstanders. Deze laatste beschrijft tot driemaal toe de helende werking van de wapenzalf op zijn vriend Lord Ashley, graaf van Shaftesbury.
Ook andere jezuïeten namen het op tegen de wapenzalf: Nicola Cabeo, Athanasius Kircher en Juan Eusebio Nieremberg. Deze laatste kon bijvoorbeeld niet begrijpen hoe de zalf op het wapen de juiste wonde kon herkennen. Kirchner kwam tot de conclusie dat het zeker niet om een vorm van magnetisme ging.
In 1631 lanceerde William Foster in zijn boek A sponge to wipe away the Weapon-Salve een ernstige aanval op de effectiviteit van wapenzalf. Met een viertal argumenten wil hij aantonen dat deze magische methode in strijd is met de kerkelijke leer en enkel kan werken met de hulp van de duivel:
- Het wordt niet vermeld in de Heilige Schrift en kan niet natuurlijk werken als er geen contact is tussen de wonde en de zalf.
- Het wordt niet vermeld door de antieke autoriteiten, evenmin als door gerespecteerde artsen
- Als het op een afstand zou werken, zou je het kunnen gebruiken in de omgekeerde zin en er iemand mee kwetsen of doden (bv. door het zwaard in het vuur te steken)
- Paracelsus heeft geen krediet in de geneeskunde.

Daarom vindt hij de zalf een demonisch middel en dus in strijd met god; alle christenen moeten het vermijden. Daarna haalt hij 'modernere' argumenten aan:
- de manier waarop de ingrediënten verzameld worden verschilt van arts tot arts; sommigen zeggen dat het mos van een gehangene moet komen, anderen zeggen dat het van eender welk skelet afkomstig mag zijn, m.a.w. de zalf verschilt naargelang de maker ervan en kan dus niet effectief zijn.
- de voorstanders zeggen dat de zalf werk met rechte lijnen, zoals de lichtstralen van de zon, maar de zon is vele malen groter dan de aarde en kan er dus een invloed op uitoefenen; een klein beetje zalf kan nooit de afstand afleggen zonder onderbroken of afgeleid te worden.

Ook Daniel Sennert komt met ernstiger tegenargumenten:
- de zalf werkt niet altijd.
- Men kan niet verklaren wat er gebeurt als iemand verschillende wonden heeft met verschillende wapens, hoe kan de zalf dan weten voor welke wonde hij moet inwerken?

## Poeder van sympathie
Sir Kenelm Digby schreef in 1658 een omvangrijke verhandeling over een variant van de wapenzalf dat Poeder van sympathie werd genoemd. Poeder van sympathie verschilt van de traditionele paracelsiaanse zalf omdat het conceptueel gemakkelijker te verklaren is in termen de atomaire, corpusculaire theorie van die tijd. Verder is zijn taalgebruik zeer in overeenstemming met de opkomende chemici zoals Robert Boyle en anderen zoals hij, dat het nu een heel ander medicijn lijkt dan zijn "prototype" - de wapenzalf.
Laten we nu bekijken hoe hij de procedure voor het maken van dit poeder uitlegt, zodat we een duidelijk verschil zien met de recepten en ingrediënten van de voorgangers van het middel.
- Neem goede Engelse vitriool [d.w.z. zwavelzuur] en los het op in warm water, gebruik niet meer water dan het oplost, en laat het onzuiverste deel op de bodem onopgelost.
- giet het af en filtert het door een vel grijs papier in een zeef te leggen, tot al uw vloeistof gefilterd is
- kookt u het in een geglazuurd aarden vat tot er een dun laagje schuim op ligt.
- Zet het in een kelder om af te koelen en dek het losjes af, zodat er niets in kan vallen.
- Na twee of drie dagen staan, giet u de vloeistof af, en u zult op de bodem en de zijkanten grote en mooie groene kristallen zoals Emerauds;
- laat al het water er schoon uitlopen en droog ze.
- Spreid ze dan uit in een grote platte aarden schotel, en stel ze bloot aan de hete zon in de Hondsdagen [d.w.z. de heetste en meest zwoele dagen van de zomer, gewoonlijk begin juli tot begin september], door ze 's nachts in te nemen en 's morgens uit te zetten. de ochtend, om ze tegen de regen te beschermen.
- Wanneer de zon ze wit heeft gebrand, sla ze tot poeder en zet dit poeder weer in de zon, soms roerend,
- zeef het fijn, en zet het opnieuw in de zon voor een dag.
- U zult een zuiver wit Poeder hebben, dat het Poeder van Sympathie is.[6]

Vergeleken met de openingszin van het paracelsus-recept ziet het digby-recept er wetenschappelijker uit. Niettegenstaande dit geloofde ook hij nog in de afstandswerking en hij verklaarde dit volgens de zeven principes van de alchemie van die tijd.

## Verwerping van het recept
René Descartes verwierp het recept in een brief van 9 februari 1639 in een brief aan Marin Mersenne :
Ik hecht geen geloof aan de sympathische zalven van Crollius of anderen, maar ik geloof dat de meeste wonden kunnen worden genezen in een lichaam dat er verder goed aan toe is, door ze alleen schoon te houden en te bedekken met een witte doek.— René Descartes, Oeuvres (AT,II,498)
De zalf, het poeder en hun werkzaamheid werden besproken op bijeenkomsten van de Royal Society in Londen in 1661. Sir Gilbert Talbot wordt in dit verband genoemd: 
Dr. Ent, Dr. Clarke, Dr. Goddard, en Dr. Whistler waren curatoren bij voorstel dat Sir Gilbert Talbot deed om een man te kwellen met het poeder van sympathie— Verslag van een vergadering van de Royal Society van 26 juni 1661
Net zoals er niet meer over wapenzalf werd gesproken na het hoogtepunt in de jaren 1630, kwam het moment van de piek van het poeder van sympathie in het begin van 1660. De discussies erover doofden snel uit omdat het - net zoals het wapenzalf - overvloedig werd aangevallen.
Aan het einde van de jaren 1660 werden het poeder van sympathie en de wapenzalf door elkaar genoemd door Robert Boyle en Joseph Granvill.
In 1687 organiseerde de Royal Navy een experiment: een hond werd gekwetst en op zee gestuurd, terwijl zijn bebloed verband in Londen bleef; Op een afgesproken ogenblik werd het verband behandeld met het poeder van sympathie om na te gaan of de hond het helend effect voelde. Dit bleek niet het geval te zijn. Het was een idee in de zoektocht naar het bepalen van de juiste lengtegraad.
Anthoni van Leeuwenhoek schreef in 1697 naar de Royal Society, dat hij iemand ontmoet had die wonden kon genezen op afstand, maar dat hij er niets van geloofde.

## In populaire cultuur
De zalf (en het verhaal met de hond) komt uitgebreid aan bod in Umberto Eco's roman Het eiland van de vorige dag.